# کشتی‌گاه کسل
کشتی‌گاه کُسُل در پالائو یک پهنه آبی محصور شده با آب‌سنگ در شمال بابلدائوب است. در هنگام جنگ جهانی دوم، نیروی دریایی ایالات متحده آمریکا از این کشتی‌گاه به عنوان پایگاه پشتیبانی شناور و تعمیرات استفاده می‌کرد.